# Campeonato Mundial de Rugby M19 División B de 1994
El Campeonato Mundial de Rugby M19 División B de 1994 se disputó en Francia y fue la decimoquinta edición del torneo en categoría M19.
El campeón de la edición fue la selección de Chile quienes obtuvieron su primer campeonato en la competición.

## Equipos participantes
- Selección juvenil de rugby de Chile
- Selección juvenil de rugby de Croacia
- Selección juvenil de rugby de Georgia
- Lyon Olympique
- Selección juvenil de rugby de Túnez
- Selección juvenil de rugby de Ucrania

## Posiciones

### Grupo A
| Pos. | Equipo  | Encuentros | Encuentros | Encuentros | Encuentros | Tantos  | Tantos    | Tantos     | Puntos Totales |
| Pos. | Equipo  | jugados    | ganados    | empatados  | perdidos   | a favor | en contra | diferencia | Puntos Totales |
| ---- | ------- | ---------- | ---------- | ---------- | ---------- | ------- | --------- | ---------- | -------------- |
| 1    | Chile   | 2          | 2          | 0          | 0          | 57      | 12        | +45        | 6              |
| 2    | Ucrania | 2          | 1          | 0          | 1          | 26      | 23        | +3         | 4              |
| 3    | Croacia | 2          | 0          | 0          | 2          | 9       | 57        | -48        | 2              |

#### Resultados
| 29 de marzo | Chile | 23 - 3 | Ucrania |  |  |

| 30 de marzo | Ucrania | 23 - 0 | Croacia |  |  |

| 31 de marzo | Chile | 34 - 9 | Croacia |  |  |

### Grupo B
| Pos. | Equipo         | Encuentros | Encuentros | Encuentros | Encuentros | Tantos  | Tantos    | Tantos     | Puntos Totales |
| Pos. | Equipo         | jugados    | ganados    | empatados  | perdidos   | a favor | en contra | diferencia | Puntos Totales |
| ---- | -------------- | ---------- | ---------- | ---------- | ---------- | ------- | --------- | ---------- | -------------- |
| 1    | Túnez          | 1          | 1          | 0          | 0          | 16      | 14        | +2         | 3              |
| 2    | Georgia        | 2          | 0          | 0          | 2          | 14      | 32        | -18        | 2              |
| 3    | Lyon Olympique | 1          | 1          | 0          | 0          | 0       | 16        | -16        | 1              |

#### Resultados
| 30 de marzo | Lyon Olympique | 16 - 0 | Georgia |  |  |

| 31 de marzo | Túnez | 16 - 14 | Georgia |  |  |

## Fase Final

### Quinto puesto
| 2 de abril | Lyon Olympique | 29 - 12 | Croacia |  |  |

### Tercer puesto
| 2 de abril | Georgia | 3 - 0 | Ucrania |  |  |

### Final
| 2 de abril | Chile | 14 - 6 | Túnez |  |  |

| Bandera de Chile |
| Campeón Chile    |
| Primer título    |